# Text Verification Tool
Das Text Verification Tool (kurz TVT) ist eine Software für den automatischen Vergleich von Text- und Bildinhalten einer Druckvorlage mit der Manuskriptversion. Es wurde vom Unternehmen Schlafender Hase GmbH für internationale Unternehmen der pharmazeutischen Industrie entwickelt, deren Produktinformationen und -dokumentationen besonders hohen Standards genügen müssen. Es wurde vor allem für stark regulierte Branchen entwickelt, eignet sich aber für das Korrekturlesen in allen Situationen, in denen sichergestellt werden muss, dass die Text- und Bildinhalte eines finalen druckfertigen Dokuments mit dem ursprünglichen Manuskript übereinstimmen, unabhängig von Dokumentengröße, Layout oder Format.
Seit seiner Markteinführung im Jahre 2003 wurden eine Vielzahl von TVT-Updates herausgebracht. TVT unterstützt derzeit alle gängigen Weltsprachen, ob von links nach rechts oder von rechts nach links gelesen. Hierzu zählen auch die Blindenschrift Braille und das koreanische HWP-Format. TVT kann mehrere Dateien verschiedener Dateitypen parallel miteinander vergleichen. Zu den unterstützten Dateitypen zählen DOC, DOCX, RTF, PDF, Excel, TXT, AI, HWP (Hangul) und XML (SPL-Dateien, wie sie von der Food and Drug Administration [FDA] in den USA verwendet werden). Darüber hinaus unterstützt TVT das QRD-Template der Europäischen Arzneimittel-Agentur (EMA) und die Ausnahmeliste der ANSM. Seit der Einführung von TVT 8.0 im Frühjahr 2016 können Anwender Live Text mit vektorisiertem Text vergleichen, sowie die komplette Überprüfung durch Tastaturkürzel betätigen. Dies führt zu einer zusätzlichen Zeitersparnis.
Im Jahr 2018 wurde TVT X mit dem TVT Artwork Modul eingeführt. Dieses Bildvergleichswerkzeug dient als Ergänzung von TVT. Es wurde entwickelt für elektronische Stage- und Print-Ready-Proofs von Verpackungs- und Kennzeichnungsmaterialien. Sie vergleicht Druckvorlagen Pixel für Pixel und findet so schnell eine Abweichung vom genehmigten Master. Es wird von Grafikdesignern und Prüfern von Verpackungs- und Kennzeichnungsmaterialien verwendet.
Das Modul TVT Spelling wurde im Jahr 2019 eingeführt. Dieses Add-On spürt Rechtschreibfehler auf und eliminiert sie, während das Manuskript den Korrekturlese-Prozess durchläuft. TVT Spelling ist standardmäßig mit einer Wörterbuchfunktion ausgerüstet, die alle Hauptsprachen der EU unterstützt. Für Anwender im Bereich Life Science kann das Add-On auch mit Stedman’s Medical Dictionary genutzt werden um die Rechtschreibprüfung medizinischer Terminologie zu unterstützen. Das benutzerdefinierte Wörterbuch von TVT Spelling ermöglicht die Überprüfung von Marken- und Produktnamen. Mit TVT, TVT Artwork und TVT Spelling kann der Nutzer alle Überprüfungen mit einem Tool ausführen und so einen umfassenden und einfach zu lesenden Bericht erstellen.

## Funktionsweise
TVT vergleicht nicht die Worte, wie sie auf dem Monitor zu sehen sind, sondern vielmehr die Unicode-Schriftzeichen, aus denen sich die dargestellten Worte zusammensetzen. Auf diese Weise vergleicht das Programm das Originaldokument mit der Druckvorlage – oder beliebige andere Dokumente – miteinander und erkennt alle Abweichungen der Text- und Bildinhalte zwischen den verglichenen Dokumenten. Alle Abweichungen werden eindeutig markiert. Hierzu zählen Abweichungen bei der Schreibweise, Schrifttype, Schriftgröße, Formatierung, Textstil, Reihenfolge von Wörtern und Absätzen sowie fehlenden Text und fehlenden Grafiken. Um PDF-Dokumente zu bearbeiten, nutzt TVT die Adobe PDF-Bibliothek. Abweichungen und Korrekturen können dann ebenfalls im PDF-Format gespeichert werden. Darüber hinaus werden alle Kommentare und Veränderungen am Dokument in einem ausführlichen PDF-Bericht dokumentiert.

## Anwender
TVT kann für jegliche Korrekturläufe von Text- und Grafikdateien verwendet werden. Durch seine Genauigkeit eignet sich TVT besonders für stark regulierte Geschäftsfelder wie die Pharmaindustrie, in der TVT mittlerweile als Industriestandard gilt. Diesbezüglich bringt TVT ein erhebliches Mehr an Zeitersparnis als auch an Genauigkeit und verhindert vermeidbare Probleme wie Rückrufe und möglicherweise auftretende Gesundheitsprobleme bei Patienten, die für die Hersteller zu kostspieligen Rechtsstreitigkeiten führen können.
Das Schlafender Hase Team wird häufig in populären Publikationen der Industrie zitiert, wie PharmaExec.com, Pharmaceutical Manufacturing and Packing Sourcer and iPharmweb – um nur einige zu nennen.
Aufgrund der Erfahrung im Bereich der Pharmazeutischen Industrie setzen auch Kunden in stark regulierten Geschäftsfeldern (z. B. Juristen, Pre-Media, Finanzdienstleister, die chemische Industrie, die Gesundheits- und Lebensmittelbranche sowie die Konsumgüterindustrie) TVT ein.